# Ferroviere
Ferroviere è un termine generico che designa una figura professionale qualsiasi che lavora o è impegnato in attività interne alle società che operano in campo ferroviario.
In alcune nazioni, tra cui l'Italia, vi sono corpi militari in cui i soldati svolgono esclusivamente esercizio ferroviario completo, essendo di fatto anch'essi "ferrovieri".